# Don’t Get Mad Get Money
Don’t Get Mad Get Money — второй студийный альбом американского хардкор-рэпера Fredro Starr, выпущенный 20 мая 2003 года лейблом D3 Entertainment.
Don’t Get Mad Get Money был спродюсирован Kronic Tones, Porky, Fredro Starr, Hector Delgado и Ess. В записи альбома приняли участие Sticky Fingaz, X1, Begetz, Still Livin' и Dirty Get-Inz.
Альбом дебютировал под номером 99 в чарте Top R&B/Hip Hop Albums в американском журнале Billboard 14 июня 2003 года.

## Предыстория
Фредро Старр вернулся со вторым сольным альбомом, описанным им как альбом для вечеринок. Альбом был выпущен на лейбле D3 Entertainment, принадлежащем лейблу Riviera Entertainment. Позже на этом же лейбле будет выпущен второй по счёту альбом другого участника группы Onyx, Sticky Fingaz, Decade: "...but wait it gets worse".

## Приём критиков
Донни Квак из журнала Vibe поставил альбому две с половиной звезды из пяти, прокомментировав: «После равнодушных откликов на его сольный дебют, Firestarr, и прошлогоднего легко забываемого воссоединения Onyx на альбоме Bacdafucup: Part II, Фредро Старр пробует свои силы в более радио-форматных песнях на альбоме Don’t Get Mad Get Money. Песни наподобие „Finer Things“ с припевом, похожим на голос певицы Ashanti, и „California Girls“, копирующей стиль команды The Neptunes, спев фальцетом в припеве, открыто показывают поп-направление альбома. Подача Старра, однако, остаётся безупречной (наряду с его протеже Icarus). Но после смены продакшена, усталых угроз и сногсшибательных фраз „Don’t Get Mad…“ (с англ. — «Не злится») не получается.»
Стив «Флэш» Джуон из RapReviews дал альбому семь из десяти звёзд, и заявил: «В прошлый раз Фредро Старр попытался сам спродюсировать альбом, но на этот раз он мудро передаёт факел таким котам, как Porky и Kronic Tones. Никогда не слышали о них? Вы познакомитесь с ними из его работ в стиле „Just Blaze/Kanye West“ на треке „Pranksta“, на его мелодичной грубости в песне на „All Out“ с участием Sticky Fingaz и X1, на спокойном заглавном треке и на зловещем „Reaper’s Anthem“. Работа продюсера Porky над „California Girls“ сияет, но он также прекрасно справляется с бодрой флейтой на песне „Finer Things“ и всё ещё будоражит улицы на треке „Timberlands“, бесплатной рекламе Фредро своих любимых ботинок.»

## Синглы
6 мая 2003 года был выпущен единственный сингл «California Girls», записанный при участии Dirty, Get-inz и Felisa Marisol. На видео показана вечеринка возле бассейна.

## Тур
В 2003 году Старр отправился в тур по 25 городам в поддержку своего долгожданного альбома Don’t Get Mad Get Money.

## Список композиций
| #   | Название                   | Участвующие гости             | Продюсер(ы)                  | Длительность |
| --- | -------------------------- | ----------------------------- | ---------------------------- | ------------ |
| 01. | «Man Up»                   | Dirty Get-Inz, X1             | Kronic Tones                 | 3:22         |
| 02. | «Dangerous»                | Still Livin'                  | Ess                          | 2:36         |
| 03. | «California Girls»         | Dirty Get-Inz, Felisa Marisol | Porky                        | 3:46         |
| 04. | «Rambo»                    | T Hussle                      | Kronic Tones                 | 2:53         |
| 05. | «Finer Things»             |                               | Porky                        | 2:44         |
| 06. | «Just Like That»           |                               | Kronic Tones                 | 3:13         |
| 07. | «Yo Mike (Skit)»           |                               | Kronic Tones                 | 1:22         |
| 08. | «Funtime»                  |                               | Ess                          | 3:41         |
| 9.  | «All Out»                  | Begetz, Sticky Fingaz, X1     | Kronic Tones                 | 2:24         |
| 10. | «Timberlands»              |                               | Porky                        | 3:33         |
| 11. | «Where’s The Love»         |                               | Fredro Starr, Hector Delgado | 3:02         |
| 12. | «Don’t Get Mad, Get Money» | X1                            | Kronic Tones                 | 2:46         |
| 13. | «Reaper’s Anthem (Torque)» |                               | Kronic Tones                 | 2:41         |
| 14. | «California Girls (Remix)» | Dirty Get-Inz, Felisa Marisol | M3                           | 3:56         |

## Участники записи
Участники записи для альбома Don’t Get Mad Get Money взяты из сайта AllMusic и буклета компакт-диска.
| - Fredro Starr — исполнитель, вокал, продюсер («Where’s The Love»), исполнительный продюсер - Sticky Fingaz — участвующий артист, исполнительный продюсер - X1 — участвующий артист - David «Begetz» Cooper — участвующий артист - Dirty Get-Inz — участвующий артист - Still Livin' — бэк-вокал - T Hussle — бэк-вокал - Felisa Marisol — бэк-вокал | - Kronic Tones — продюсер - Porky — продюсер - Ess — продюсер - Omar «Iceman» Sharif — исполнительный продюсер - Hector Delgado — запись, сведение, продюсер («Where’s The Love») - Jonathan Mannion — фотограф - Debra Young — фотограф - Brian Porizek — арт-дирекция, дизайн - Aldy Damian — дирекция лейбла - M3 — ремикс |

## Чарты

### Еженедельные чарты
| Чарт (2003)                            | Высшая позиция |
| -------------------------------------- | -------------- |
| США (Billboard Top R&B/Hip-Hop Albums) | 99             |